# УЛІМ (футбольний клуб)
УЛІМ (рум. ULIM) — нині неіснуючий молдавський футбольний клуб, був заснований в 1992 ріку під назвою «Кодру» (рум. Codru) у місті Калараш, з 1998 року базувався в Кишиневі. У 2002 році УЛІМ припинив своє існування.

## Історія клубу
Команда виступала у вищій лізі країни з 1992 до 1997 року. У сезоні 1993/94 команда здобула бронзові нагороди чемпіонату. Після сезону 1996/97 клуб програв стиковий матч між дивізіонами кишинівському «Стимолду» рахунком 1:2 і був переведений в дивізіон «A». У другій лізі країни клуб виступав 5 років, 2002 року команда припинила своє існування.

## Історія назв
- 1992 — Кодру (Калараш)
- 1997 — УЛІМ-Кодру (Калараш)
- 1998 — УЛІМ-Тебас (Кишинев)
- 1999 — УЛІМ (Кишинев)

## Досягнення
- Бронзовий призер чемпіонату Молдови: Чемпіонат Молдови з футболу 1993/1994

## Відомі гравці
- Влад Гоян
- Володимир Сафроненко[3]
- Андріан Сосновський
- Юрій Аркан

## Відомі тренери
- Олександр Мацюра
- Володимир Сафроненко
- Ігор Урсакі